# Langhamn
Langhamn est une localité du comté de Troms, en Norvège.

## Géographie
Administrativement, Langhamn fait partie de la kommune de Dyrøy. 